# 외박 (1984년 영화)
"외박"은 1984년에 개봉한 대한민국의 영화이다.

## 캐스팅
- 이미숙 : 윤 여사 역
- 임동진
- 신일룡
- 김진애
- 박애라
- 이윤경
- 고설봉
- 김기종
- 최성관
- 임성포
- 이예성
- 최석
- 안진수
- 윤오중
- 김지영
- 김향선